# منیژه مؤذن
منیژه مؤذن روزنامه‌نگار و مترجم ایرانی است. او با روزنامه‌های اعتماد و شرق، هفته‌نامه تجارت‌فردا و رسانه تصویری اکوایران سابقه همکاری دارد.

## بازداشت
او در ۱۷ آبان ۱۴۰۲ توسط نیروهای امنیتی در تهران بازداشت شد. آنها با معرفی خود به عنوان مأمور اداره ثبت احوال با مراجعه به محل کار منیژه مؤذن، او را بازداشت کرده‌اند. مأموران همچنین خانه این خبرنگار فعال در حوزه بین‌الملل و زنان را هم تفتیش کرده و برخی لوازم شخصی او را ضبط کرده‌اند.
هفته‌نامه تجارت فردا پس از دو روز از بازداشت مؤذن اعلام کرد که هیچ اطلاعی از دلیل بازداشت، ضابط اقدام‌کننده و محل نگهداری او در دسترس نیست. همچنین او در این فاصله هیچ تماسی با خانواده نداشت. در ۲۳ آبان اعلام شد که او به بند زنان اوین منتقل شده است.
او در ۵ آذر ۱۴۰۲ به قید وثیقه آزاد شد.

## برخی نوشته‌ها
- قاچاق مرگ؛ صنعت قاچاق انسان چگونه فاجعه می‌آفریند؟
- مدرسه‌های پنهان امید؛ روایت آموزش زیرزمینی به دختران در افغانستان
- آزاردیدگان را در مواجهه دوباره با ترومای آزار تنها نگذاریم
- به زودی خشم و وحشت طالبان دامن‌گیر شما هم خواهد شد